# Dei patris immensa
Dei patris immensa è una lettera scritta da Papa Innocenzo IV ai mongoli (il Papa scrisse altre lettere ai mongoli note come Cum non solum e Viam agnoscere veritatis).
Venne scritta il 5 marzo 1245 e contiene un'esposizione della fede cristiana ed una esortazione ai mongoli di accettare il battesimo. Il suo latore doveva essere il frate francescano e inviato papale Lorenzo di Portogallo. Ma nulla si conosce sull'ambasciata di Lorenzo, ed è possibile che non sia mai avvenuta. Parrebbe però che questa bolla papale venne portata effettivamente nelle terre dei mongoli da due altri frati: Ascelino di Lombardia e André de Longjumeau. Questi due frati domenicani partirono dalla Siria e incontrarono i mongoli nell'odierno Iran.

## Titolo
Le lettere apostoliche, vengono indicate, dagli studiosi moderni, secondo la frase del loro incipit o inizio. La missiva inizia in modo similare di quello di due altre, Viam agnoscere veritatis e Cum non solum. Inizia: "...regi et populo Tartarorum viam agnoscere veritatis. Dei patris inmensa benignitas humani generis casum, quod primi hominis culpa corruerat, ineffabili respiciens pietate..." Viene conosciuta con nomi diversi come "Dei patris inmensa", "Dei patris immensa" e "Verbum agnoscere" dato che i diversi studiosi hanno usato una parte diversa dell'incipit della lettera apostolica.